# North Caribou Lake
Der North Caribou Lake ist ein See im Kenora District im Nordwesten der kanadischen Provinz Ontario.

## Lage
Der North Caribou Lake befindet sich knapp 500 km nordnordwestlich der Stadt Thunder Bay. Er 299 m hoch gelegene Se hat eine Fläche von 328 km². Der stark gegliederte See weist drei größere Teilseen auf. Die Längsausdehnung in WNW-OSO-Richtung beträgt 35 km.
Der North Caribou Lake wird vom North Caribou River nach Westen zum Weagamow Lake und weiter zum Windigo River entwässert. Größere Zuflüsse sind Nango River und Donelly River. Der See ist in ein größeres nordöstliches und ein kleineres südwestliches Becken gegliedert.

## Seefauna
Der abgelegene See ist ein gutes Angelgewässer für Glasaugenbarsch und Hecht.